# Saydrel Lewis
Saydrel Jude Lewis (ur. 27 listopada 1997 w Mirabeau) – grenadyjski piłkarz grający na pozycji napastnika w honduraskim klubie Real Juventud oraz reprezentacji Grenady.

## Kariera
Lewis karierę rozpoczynał w Paradise FC International. W 2019 wyjechał do Libanu i grał w Nejmeh SC. Resztę kariery spędził w różnych krajach Ameryki Północnej. Obecnie występuje w honduraskim klubie Real Juventud.
W reprezentacji Grenady zadebiutował 29 kwietnia 2017 w meczu przeciwko Trynidadowi i Tobago. W tym samym spotkaniu zdobył pierwszą bramkę w narodowych barwach.